# Sao khổng lồ

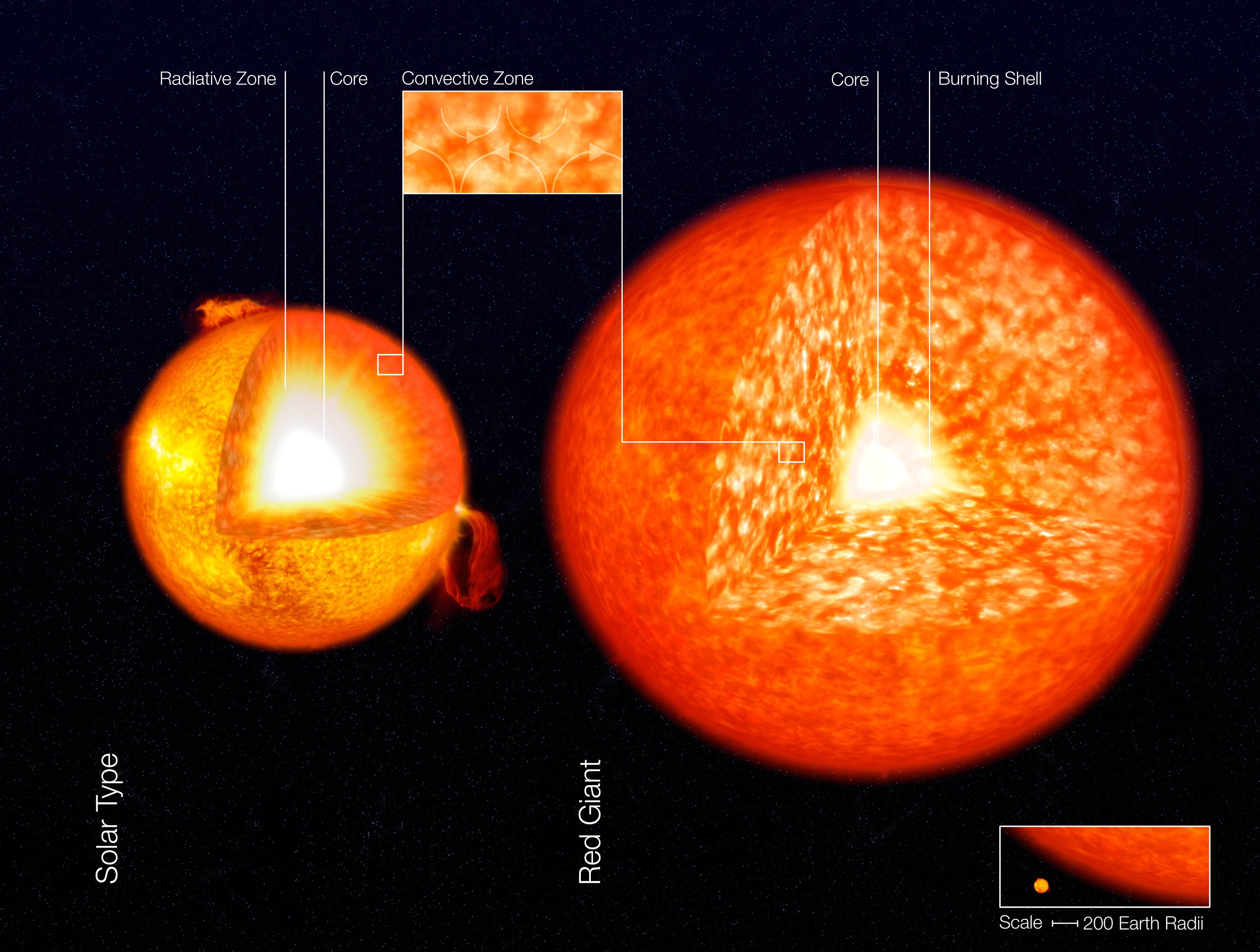
Cấu trúc bên trong của một ngôi sao giống Mặt Trời và một ngôi sao khổng lồ đỏ. Hình ảnh: ESO.

Một sao khổng lồ là một ngôi sao có bán kính và độ sáng lớn hơn đáng kể so với một ngôi sao dãy chính (hoặc sao lùn) có cùng nhiệt độ bề mặt. Chúng nằm trên dãy chính (cấp độ sáng V trong phân loại quang phổ Yerkes) trên biểu đồ Hertzsprung–Russell và tương ứng với cấp độ sáng II và III. Thuật ngữ khổng lồ và lùn được Ejnar Hertzsprung đặt ra vào khoảng năm 1905 cho các ngôi sao có có độ sáng tương đối khác nhau mặc dù có nhiệt độ hay quang phổ tương tự nhau.
Những ngôi sao khổng lồ có bán kính gấp vài trăm lần Mặt Trời và độ sáng từ 10 đến vài nghìn lần so với Mặt Trời. Những ngôi sao vẫn sáng hơn những ngôi sao khổng lồ được gọi là sao siêu khổng lồ và sao cực siêu khổng lồ.